# Salvatore Arena
Salvatore Arena (Bagnara Calabra, 1922 – Viterbo, 23 settembre 2010) è stato un politico e avvocato italiano.

## Biografia
Originario di Bagnara Calabra e iscritto alla Democrazia Cristiana, fu protagonista della vita politica viterbese del secondo dopoguerra e sindaco di Viterbo dal 1966 al 1970. Fu padre di Giovanni Maria, anch'egli sindaco di Viterbo.